# Максимін II Даза
Гале́рій Вале́рій Максимі́н Да́за (лат. Galerius Valerius Maximinus Daza; бл. 270 — серпень 313, Тарсі), також відомий як Максимін II або Максимін Да́я — римський імператор у 310—313 роках. У 305 році отримав титул цезаря, а в 310 році став називати себе августом. Брав участь у громадянських війнах Тетрархії, об'єднавшись з Максенцієм проти Костянтина та Ліцинія. Грав значну роль у Великому гонінні на християн. Був останнім правителем за 3400 років, що носив титул фараона.

## Життєпис

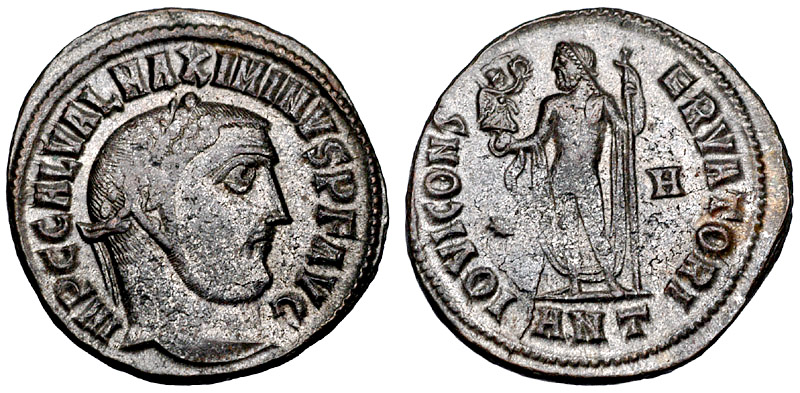
Фоліс Максиміна II Дази

Максимін народився в простій родині на території сучасної Сербії, і був іллірійським пастухом, перед тим як вступити на військову службу, де він швидко став трибуном. Дая був далеким родичем цезаря Галерія, який разом з Констанцієм Хлором, був проголошений августом, після зречення в 305 році Діоклетіана і Максиміана. Наступними цезарям були призначені ставленики Галерія Север II, який одержав частину Заходу, і Дая, що отримав у своє управління Єгипет і Сирію.
За свідченням істориків, Максимін відрізнявся буйною вдачею та сильною нетерпимістю до християн, яку він, втім, волів не проявляти, і навіть видав кілька едиктів про віротерпимість. Після смерті спочатку Галерія у 311, а потім Максенція у 312, в імперії залишилося три правителі: Костянтин — в Італії, Максимін Дая — в Азії, і Ліциній — у Дунайських провінціях. Вирішивши зміцнити своє становище, Дая розпочав війну з Ліцинієм, захопивши Візантій, але у вирішальній битві при Тзіраллі, незважаючи на чисельну перевагу, був розбитий. Внаслідок цього імператор втік спочатку до Нікомедії, а потім — у Тарс, де й помер у 313 за нез'ясованих обставин. 
Максимін Даза був останнім правителем за 3400 років, що носив титул фараона.